# École catholique de Notre-Dame des Anges
L'école catholique de Notre-Dame des Anges (Our Lady of the Angels School) était une école primaire-collège catholique située dans le quartier d'Humboldt Park à Chicago dans l'Illinois.

## Histoire
L'école était gérée par l'archidiocèse de Chicago et était l'école paroissiale de l'église Notre-Dame des Anges.
L'école est surtout connue pour l'incendie mortel le 1er décembre 1958. L'incendie a tué 92 élèves et 3 religieuses, et a conduit au développement de techniques de sécurité dans les écoles privées et publiques aux États-Unis.
L'aile nord, ainsi que les parties subsistantes du bâtiment scolaire, ont été démolies en 1959.
En 1959-1960, un nouveau bâtiment, conçu par le cabinet d'architectes de Chicago « Barry and Kay », a été construit selon les normes de sécurité requises. En raison d'une forte baisse des inscriptions étudiantes, l'archidiocèse de Chicago a fermé l'école une fois que les étudiants de la promotion de 1999 ont obtenu leur diplôme.